# Местности в землището на Ново село, област Видин
Местностите обхващат цялата територия на землището, с изключение на урегулираната земя в строителните граници на Ново село или около 46 хил. дка. Цялото землище е с площ от 48,622 км². Горите съставляват около 3% от територията (около 1500 дка), основно в местностите Зелена – 510 дка, Камъка – 460 дка, Голямо бърдо – 130 дка, Царина – 120 дка около река Дунав, Ръвеник – 110 дка, Каменна шума – 60 дка, Дялу магарелуй – 50 дка, Метериз – 40 дка, Дълбоки бабки – 30 дка, Язвина – 20 дка, като всичките масиви са залесени с акация против ерозионните процеси на почвата. Лозята са около 5000 дка, предимно в местностите Метериз, Голямо бърдо, Чобанка, Път Чунгурузски, Път Гъмзовски и Зелена. Известният сорт Новоселска гъмза се отглежда на около 1000 дка в местността Зелена, но над 80% от масивите са изоставени. Масивите в местността Чобанка са изцяло изоставени. Над 50 % от масивите в местностите Голямо бърдо и Пут Гъмзовски също са изоставени. Почти цялата останала територия е обработваема земеделска земя, не се обработват оврази и други неудобни за обработване терени, главно в местностите Валага, Язвина, Мочи брег, Дялу магарелуй и мерата в местностите Край село, Път Трошка и Трин брег.
В землището на Ново село са разположени 35 местности:
Брѐстове / на новоселски Брѐстовъ / е кадастрална местност в землището на село Ново село, област Видин, с площ от около 670 дка. Разположена е на 3,5 км от центъра на селото в югозападна посока. На север граничи с местностите Горуне и Кладенец Белтежов, на запад и на юг граничи с местността Таула, а на изток граничи с местността Валага. Средна надморска височина: 59 м, от 58 м на запад и югозапад до 60 м на североизток. Местността е представена изцяло от обработваема земеделска земя IV и V категория. Името на местността идва от раслите някога в местността брястове. Сега тук се отглеждат предимно житни култури, царевица и слънчоглед.
Ва̀лага е кадастрална местност в землището на село Ново село, област Видин, с площ от около 730 дка. На местния диалект валага означава нанадолнище. Разположена е на 3,5 км от центъра на селото в югозападна посока. На север и североизток граничи с местността Път горунски, на изток с местността Голям брег, на юг с местностите Язвина и Зелена посредством напоителен канал, а на запад с местностите Таула и Брестове. Средна надморска височина: 62,5 м, от 55 м в северозападната част до 70 м в южната част. Местността е представена предимно от обработваема земеделска земя V и VI категория. Част от земеделската земя не се обработва и представлява затревени ниви и изоставени трайни насаждения. Има още около 10 дка гори и храсти в земеделска земя. Дървесните видове са предимно акация и див орех. Отглеждат се предимно зърнени и технически култури. Изцяло напоявана от несъществуващата вече напоителна система „Ново село“.
Голям брег е кадастрална местност в землището на село Ново село, област Видин, с площ от около 320 дка. Разположена е на 2,5 км от центъра на селото в югозападна посока. На север и изток граничи с местността „Дълбоки бабки“, на юг с местността „Язвина“, посредством напоителен канал, на югозапад с местността „Валага“, а на запад-северозапад с местността „Път горунски“. Средна надморска височина: 63,5 м, от 57 м в северозападната част до 70 м в южната част. Местността е представена предимно от обработваема земеделска земя IV категория. Част от земеделската земя не се обработва и представлява затревени ниви и слогове. В южната част е разположена Втора дъждовална напоителна станция, част от вече нефункциониращата напоителна система „Ново село“. Около напоителния канал в южната част се срещат акации, сливи, а преди време тук се отглеждали лозя. Отглеждат се предимно зърнени и технически култури. Изцяло напоявана от несъществуващата вече напоителна система „Ново село“. В западната част, близо до пътя, има стар кладенец с каменно корито.
Горунѐ е кадастрална местност в землището на село Ново село, област Видин, с площ от около 1100 дка. Разположена е на 3 км от центъра на селото в югозападна посока. На север граничи с местността „Кладенец Попов“, на изток с местността „Път горунски“, на юг с местността „Брестове“, а на запад с местността „Кладенец Белтежов“. Средна надморска височина: 54 м, от 50 м в северната част до 58 м в югозападната част. Местността е представена предимно от обработваема земеделска земя IV категория. Тук е най-плодородната почва в новоселското землище. Името на местността идва от огромните горунови дървета, растяли тук. Навремето около дърветата имало землянка, служела за съхранение на гориво и инструменти на трактористите, а около нея били разположени стари оброчни кръстове. След земеразделянето тази територия остава в местността „Валага“. Легендата разказва: „На кръст пладне, когато сянката на трите горуна се събира в една точка, там има закопано злато“. От старите три горуна са останали само овъглените им корени. Израснали са нови горунови дървета – един около пътя и още няколко около мястото на землянката и оброчните кръстове. Кръстовете сега са изкопани, строшени и хвърлени в яма, изкопана от иманяри, търсещи злато. В южната част на местността има резервоар, служещ за приготвяне на разтвори през 50-тегодини на ХХ век, когато тук се отглеждали лозя. Днес тук се отглеждат предимно зърнени и маслодайни култури. До 90-те години цялата земя била напоявана от напоителна система Ново село.
Зелѐна или Зелѐна гла̀ва / на новоселски Зълѐна / е кадастрална местност в землището на град Брегово и землището на село Ново село, област Видин, с обща площ от около 6250 дка. 3300 дка или 53 % от територията е в землището на град Брегово и 2950 дка или 47 % са в землището на Ново село. Местността е разположена на 5 км от центъра на Ново село в югозападна посока и също на 5 км от центъра на град Брегово, но в източна посока. На север граничи с местностите Фънтъна налта / Брегово /, Мъгура, Таула и Валага / Ново село /, на изток граничи с местностите Язвина и Каменна шума / Ново село /, на юг са местностите Ръвеник / Ново село /, Елещеф и Муара алудинте / Брегово /, а на запад са местностите Туфа, Каста Барчи и Широка / Брегово /. Средна надморска височина: 116 м, от 66 м на север до 166 м - връх Зелена, разположен в централната част на местността. Местността е представена предимно от обработваема земеделска земя IV и V категория - 50%, от които 70% в землището на град Брегово. Лозята заемат 25 %, като 80% от тях са в землището на Ново село, където всъщност се отглежда известният сорт Новоселска гъмза. Масивите в Бреговската част са предимно от градински вид, около вилите във вилната зона. 80 % от масивите в землището на Ново село са изоставени. В Брегово също лозята са предимно изоставени, като на места вече са превърнати в орна земя. Горите заемат около 15%, като известна част от тях са самозалесени върху пасища и изоставени трайни насаждения. Дърветата, които се срещат, са акация, черница, слива, див орех и др. Пасищата и необработваемите земи заемат 10% от територията, предимно в землището на Ново село. Името на местността идва от едноименното възвишение, простиращо се в средата на Бреговско-Новоселската низина, с най-висок връх Зелена - 166,334 м, намиращ се в землището на град Брегово. Отглеждат се предимно житни култури, царевица и слънчоглед, както и лозя в землището на Ново село.
Кла̀денец Белтѐжов / на новоселски Кла̀нц Белтѐжов / е кадастрална местност в землището на село Ново село, област Видин, с площ от около 1500 дка. Разположена е на 3 км от центъра на селото в югозападна посока. На север граничи с местността „Кладенец Попов“, също на север, но и на запад граничи с местността „Валя дънка“ в землището на с. Връв, община Брегово. На юг граничи с метностите „Таула“ и „Брестовете“, на изток с местността „Горуне“. Средна надморска височина: 54 м, от 48 м до 60 м. Местността е представена предимно от обработваема земеделска земя IV категория. Тук е най-плодородната почва в новоселското землище. Името на местността идва от кладенец, който бил разположен тук, но вече е заринат със земя. По време на турското иго със земята наоколо е разполагал турският чифликчия Белтеж, който използвал за слуги и работници местните хора, живеещи в района на Ново село и Брегово. До началото на 90-те години цялата земя била напоявана от напоителна система „Ново село“. Днес тук се отглеждат предимно зърнени и маслодайни култури. В южната част има стар резервоар за приготвяне на разтвори. Кладенец Питаров е разположен в западната част на кадастралната местност, като около него също има резервоар за разтвори.
Кла̀денец Питаро̀в / на новоселски Кла̀нц Питаро̀в / е кадастрална местност в землището на село Ново село, област Видин, с площ от около 120 дка, това е най-малката по площ кадастрална местност в землищео на Ново село. Разположена е на 5 км от центъра на селото в югозападна посока. На север граничи с местността „Валя дънка“, в землището на с. Връв, община Брегово, на запад граничи с местността „Фънтъна Налта“, в землището на гр. Брегово. На юг граничи с метността „Мъгура“, на изток с местността „Таула“. Средна надморска височина: 59,5 м, от 63 м в зеверозападната част до 56 м в югоизточната. Местността е представена предимно от обработваема земеделска земя V категория. До началото на 90-те години цялата земя била напоявана от напоителна система „Ново село“. Днес тук се отглеждат предимно зърнени и маслодайни култури.
Кла̀денец Попо̀в / на новоселски Кла̀нц Попо̀в / е кадастрална местност в землището на село Ново село, област Видин, с площ от около 1000 дка. Разположена е на 2,5 км от центъра на селото в югозападна посока. На север граничи с местността „Трин брег“, на изток с местността „Чадъре“, на юг с местностите „Горуне“ и „Кладенец Белтежов“, а на запад граничи с местността „Валя дънка“, разположена в землището на с. Връв. Средна надморска височина: 56,5 м, от 51 м в източната част до 62 м в северозападната част. Местността е представена предимно от обработваема земеделска земя IV категория. Тук е най-плодородната почва в новоселското землище. Името на местността идва от кладенеца, разположен тук, като навремето тук имало и оброчен кръст. През 50-те години на ХХ век в това поле е започнало експериментално отглеждането на лозя в района на Ново село. След време масивите се изкореняват и се засаждат нови по хълмовете в южната част на землището, а тази земя се засажда със зърнени и маслодайни култури. Имало е селскостопанска база, на която основите личат и до днес. В източната и западната част на местността има резервоари, служили за приготвяне на разтвори за пръскане на лозята. Когато е функционирала напоителната система Ново село, цялата местност е била напоявана.
Мъ̀гура / Могила, от влашки / е кадастрална местност в землището на село Ново село, област Видин, с площ от около 170 дка. Разположена е на 5,5 км от центъра на селото в югозападна посока. На изток граничи с местността „Таула“, на север с местността „Кладенец Питаров“, на юг и запад граничи със землището на гр. Брегово с местностите „Зелена“ и „Фънтъна Налта“. Средна надморска височина: 65 м, от 58 м в северната част до 72 м в южната част. Местността е представена предимно от обработваема земеделска земя V категория. 40% от територията е заета от иманярски ями и изкопи, някои от които достигат до 10 метра. На юг е бреговската част на местността „Зелена“, като между двете местности преминава напоителен канал № 2, в близост са разположени напоителна станция, изравнител и подземно отклонение на напоителния канал, отвеждащо вода до землищата на селата Връв, Куделин и Балей в границите на община Брегово. Тези хидромелиоративни съоръжения са част от нефункциониращата напоителна система Ново село. Отглеждат се предимно зърнени и технически култури.
Пъ̀т гору̀нски е кадастрална местност в землището на село Ново село, област Видин, с площ от около 795 дка. Разположена е на 2 км от центъра на селото в югозападна посока. На север и североизток граничи с местността „Чадъре“, на изток с местността „Дълбоки бабки“, на югоизток с местността „Голям брег“, на юг с местността „Валага“ и на запад с местността „Горуне“. Средна надморска височина: 56 м, от 49 м в северната част до 63 м в югоизточната част. Местността е представена предимно от обработваема земеделска земя IV категория. Отглеждат се предимно зърнени и технически култури. Изцяло напоявана от несъществуващата вече напоителна система „Ново село“.
Света̀ вода̀ / на новоселски Свъта̀ во̀да / е кадастрална местност в землището на село Ново село, област Видин с площ от около 260 дка. Разположена е на 2 км от центъра на селото в югоизточна посока. На изток, запад и север граничи с местността „Край село“. На юг напоителен канал я отделя от местностите „Път Чунгурузски“ и „Чобанка“. Средна надморска височина: 61,5 м, от 53 м в северозападната част до 70 м в югоизточната част около напоителния канал. Местността е представена предимно от обработваема земеделска земя IV и V категория. В източната част има млади лозови насаждения. През местността преминава и далекопровод. Дървесните видове, които се срещат са акация, череша, вишня, дива слива и други, разположени около напоителния канал. Отглеждат се предимно зърнени и технически култури. Легенда разказва, че когато Господ слезнал на земята, неговата стъпка останала върху камък в местността. Навремето имало извор, който протичал по пресъхналата вече фуния и се вливал в Дунав в близост до винарската изба. Има идея там да бъде изграден манастир.
Та̀ула е кадастрална местност в землището на село Ново село, област Видин, известна още като Ту̀ла или Та̀ул, с площ от около 1140 дка. Разположена е на 4,5 км от центъра на селото в югозападна посока. На изток граничи с местността „Валага“, на север с местностите „Кладенец Белтежов“ и „Брестове“, на юг с местността „Зелена“ и на запад с местностите „Мъгура“ и „Кладенец Питаров“. Средна надморска височина: 63,5 м, от 57 м до 70 м. Местността е представена предимно от обработваема земеделска земя V категория. Местността е получила името си от съществуващ в римско и турско време военен пост. В югозападната част е имало останки от сгради и водопровод за питейна вода, наречен "Кладенец Кисов”, сега мястото е разкопано от иманяри, дълбочината на ямите достига до 10 м. Също там са разположени две хидромелиоративни съоръжения на напоителна система Ново село – помпена станция и изравнител, служели като разклонен пост на напоителен канал № 2. Напоителният канал очертава южната граница с местността „Зелена“. В местността се отглеждат предимно житни култури и царевица.
Трѝн брѐг или Трѝм брѐг е кадастрална местност в землището на село Ново село, област Видин, с площ от около 2800 дка. Разположена е на 1 км от центъра на селото в западна посока. На изток граничи със строителните граници на Ново село, на юг с местностите „Чадъре“ и „Кладенец Попов“, на запад със землището на село Връв (местностите „Връвски отар“ и „Валя дънка“), а на север с местността „Царина“. Средна надморска височина: 56 м, от 48 м в северната част до 64 м в западната част. Местността е представена предимно от обработваема земеделска земя IV категория. В северозападната част има останки от селище от бронзовата епоха, сега разкопано от иманяри. В южната част е разположен хълмът Трин брег (65 м н.в.), на който през 1876 г., по време на Новоселското въстание, османците изклали над 200 четници, които местните погребали тук. На мястото има алея, водеща до стар кръст и паметна плоча от 1976 г., на която пише: „Потомци, сведете ниско челата пред подвига на геройски загиналите борци в Новоселското въстание“. В източната част на местността е разположена мерата (поляната) на Ново село, на която се пасат животните. В близост са и останките от Първа дъждовална напоителна станция, част от напоителна система Ново село, която не функционира. До напоителната станция има паметен кръст, поставен от Община Ново село през 1886 г. във връзка с Новоселското въстание от 1876 г. В източната част е разположен гробищния парк на Ново село. Той се състои от старо и ново гробище, които впоследствие са се слели. През местността преминава напоителен канал, свързващ Първа дъждовална напоителна станция и Втора помпена станция. В югозападната част са останките от селскостопанската база, обслужвала първите експериментално отглеждани лозя в района. В местността има кладенец, в близост до хълма. Отглеждат се предимно зърнени и технически култури.
Ца̀рина е кадастрална местност в землището на село Ново село, област Видин, с площ от около 2550 дка. Разположена е на 1 км от центъра на селото в северозападна посока. На изток граничи със строителните граници на Ново село, на юг с местността „Трин брег“, на запад със землището на село Връв (местностите „Връвски отар“ и „Край Дунава“), а на север е държавната граница с Румъния, посредством река Дунав. Средна надморска височина: 42,5 м, от 35 м по крайбрежието на р. Дунав до 50 м в източната част в непосредствена близост до населеното място. Местността е представена предимно от обработваема земеделска земя IV и V категория. Преди време тук е била разположена палметната градина на Ново село. Сега местна земеделска кооперация изкоренява дърветата от запустялата овощна градина и ще превърне земята в обработваема земеделска площ. Навсякъде в местността личат останките от хидрантната система за напояване, част от напоителна система Ново село, която не функционира. В югозападната част има останки от селище от бронзовата епоха, сега разкопано от иманяри. През местността преминава далекопровод за село Връв, както и шосе № 122 от републиканската пътна мрежа. Дървесните видове, които се срещат са предимно акация и дива слива, разположени около бреговата ивица на река Дунав. Отглеждат се предимно зърнени и технически култури, а също и картофи. В турско време местността била султанска земя, от където е получила името си. Тя е почти равна, черноземна и много плодородна.
Чадъ̀ре е кадастрална местност в землището на село Ново село, област Видин, с площ от около 1650 дка. Разположена е на 1 км от центъра на селото в югозападна посока. На север и северозапад граничи с местността „Трин брег“, на изток с местността „Път трошка“, на юг и югоизток с местността „Дълбоки бабки“, на юг с местността „Път горунски“, а на запад с местността „Кладенец Попов“. Средна надморска височина: 54 м, от 48 м в югозападната част до 63 м в източната част. Местността е представена предимно от обработваема земеделска земя V категория. Местността е получила името си от лагерни турски палатки /чадъре/, където в турско време са лагерували войски. В най-високата източна част на местността е била разположена база за растителна защита, сега закупена от местен земеделски производител, не функционира поради лошото си състояние. Местността от изток граничи с път VID 2151, част от четвъртокласната общинска пътна мрежа, местното му име е „Пут Гъмзовски“ или „Път за Гъмзово“, все още неасфалтиран. Около пътя, в частта край базата за растителна защита има орехови дървета. В местността се отглеждат предимно житни култури и царевица. До 90-те години цялата земя била напоявана от напоителна система Ново село.
Язвина е кадастрална местност в землището на село Ново село, област Видин, с площ от около 1000 дка. Разположена е на 3,5 км от центъра на селото в югозападна посока. На север граничи с местностите „Валага“, „Голям брег“ и „Дълбоки бабки“, посредством напоителен канал, на изток Дърварския път я отделя от местностите „Път Гъмзовски“ и „Мочи брег“, на юг е местността „Каменна шума“ и на запад с местността „Зелена“. Средна надморска височина: 86 м, от 67 м в североизточната част до 116 м в югозападната част. Местността е представена предимно от обработваема земеделска земя V и VI категория. Около 40 дка / 4 % / са пасища, които вече са се превърнали в акациеви гори. Около 30 дка / 3 % / са самозалесените с акация ниви. Отглеждат се предимно зърнени и технически култури. Изцяло напоявана чрез дъждовални хидранти от несъществуващата вече напоителна система „Ново село“. В южната част, там, където се събират местностите „Язвина“, „Мочи брег“ и „Каменна шума“ има резервоар за разтвори и стар кладенец. Отсреща, в местността „Каменна шума“, сред старите черници, е имало оброчен кръст, изкопан и унищожен от тракторист по времето на социализма.